# Universidad Libre de Bruselas (1834-1969)

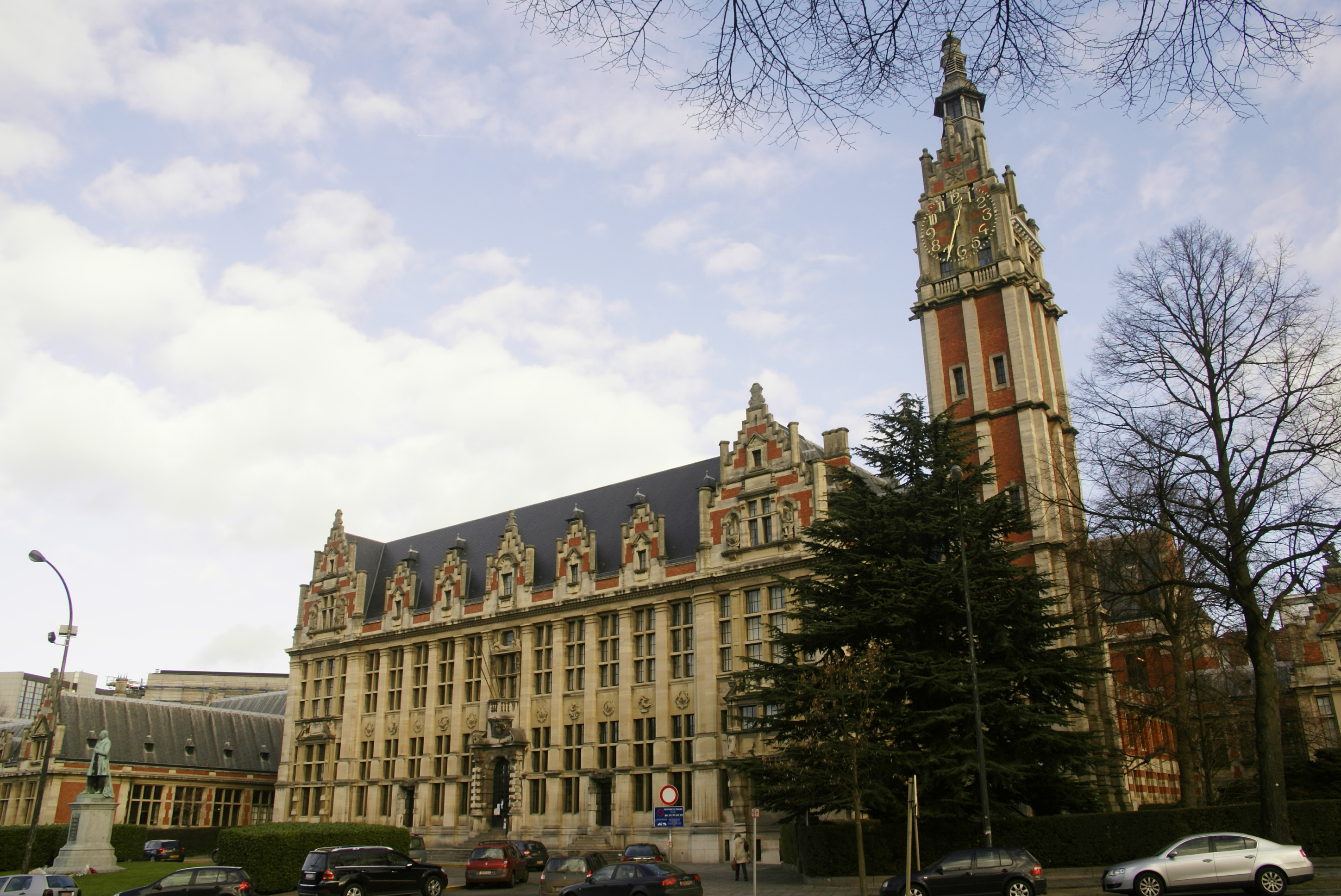
El edificio principal del Campus Solbosch de la Universidad Libre de Bruselas, construido en los años veinte. Actualmente alberga la Universidad Libre de Bruselas.

La Universidad Libre de Bruselas (en francés: Université libre de Bruxelles, o ULB; en neerlandés: Vrije Hogeschool te Brussel, más tarde Vrije Universiteit Brussel) fue una universidad de Bruselas, Bélgica. Fundada en 1834 bajo el principio de la "libre investigación" (libre examen), sus fundadores concibieron la institución como una reacción librepensadora al tradicional dominio del catolicismo en la educación belga. La institución era declaradamente antirreligiosa y laicista que estaba particularmente asociada a los movimientos políticos liberales durante la época de la pilarización. La Universidad Libre era una de las principales universidades de Bélgica, junto con la Universidad Católica de Lovaina y las universidades estatales de Lieja y Gante.
Las "Guerras Lingüísticas" afectaron a la Universidad Libre, que se dividió en función de las lenguas en 1969 tras los disturbios ocurridos en Lovaina el año anterior. En la actualidad, dos instituciones llevan el nombre de "Universidad Libre de Bruselas": la francófona Université libre de Bruxelles (ULB) y la neerlandófona Vrije Universiteit Brussel (VUB). Aunque están separadas, ambas instituciones siguen colaborando bajo los auspicios de una organización paraguas conocida como Universidades Libres de Bruselas.

## Historia

### Establecimiento

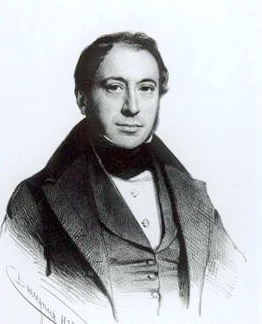
Pierre-Théodore Verhaegen, francmasón y notable promotor de la creación de la universidad.

La Universidad Libre de Bruselas se fundó como Universidad Libre de Bélgica (Université libre de Belgique) el 20 de noviembre de 1834, tras la independencia de Bélgica en 1830. Bélgica contaba con tres universidades estatales en Lovaina, Gante y Lieja bajo el dominio holandés, pero la enseñanza se había visto ampliamente perturbada por la revolución y las continuas hostilidades con los holandeses. Ya en 1831, los masones belgas de la logia Les Amis philanthropes se plantearon fundar una nueva universidad privada. La noticia de la inminente creación de la Universidad Católica de Malinas reavivó la iniciativa entre aquellos con ideas anticlericales, especialmente masones, liberales y otros librepensadores. Pierre-Théodore Verhaegen y Auguste Baron dirigieron la recaudación de fondos para la nueva institución a partir de abril de 1834. Se fundó oficialmente el 20 de noviembre de 1834 en el antiguo Palacio de Carlos de Lorena en Bruselas con la ayuda del alcalde Nicolas-Jean Rouppe. La fecha de su creación es conmemorada anualmente por los estudiantes de sus instituciones sucesoras como "San V".
El principio motivador de la nueva institución era la "libre investigación" (libre examen), que denotaba las ideas librepensadoras heredadas de la Ilustración europea. Esta hostilidad a la autoridad política y religiosa provocó la hostilidad de la Iglesia católica y de los políticos del Partido Católico, cada vez más asociados a la sucesora de la universidad de Malinas, la Universidad Católica de Lovaina fundada en 1835. Bajo el sistema de pilarización, la Universidad Libre se convirtió en una de las principales instituciones del "pilar" liberal. En 1842 pasó a llamarse Universidad Libre de Bruselas. En 1858, la Iglesia Católica creó en la misma ciudad el Instituto Saint-Louis, que posteriormente se convirtió en una universidad de pleno derecho.
La Universidad Libre se financió inicialmente con suscripciones privadas de grupos liberales y masónicos y tuvo dificultades financieras por la falta de subvención estatal. Sin embargo, creció considerablemente en las décadas siguientes. En 1842 se trasladó al Palais Granvelle. Amplió el número de asignaturas que se impartían y, en 1880, se convirtió en una de las primeras instituciones de Bélgica que permitía a las alumnas estudiar en algunas facultades. En 1893, recibió importantes subvenciones de Ernest y Alfred Solvay y Raoul Warocqué para abrir nuevas facultades en la ciudad. La Escuela de Comercio de Solvay se fundó en 1904.

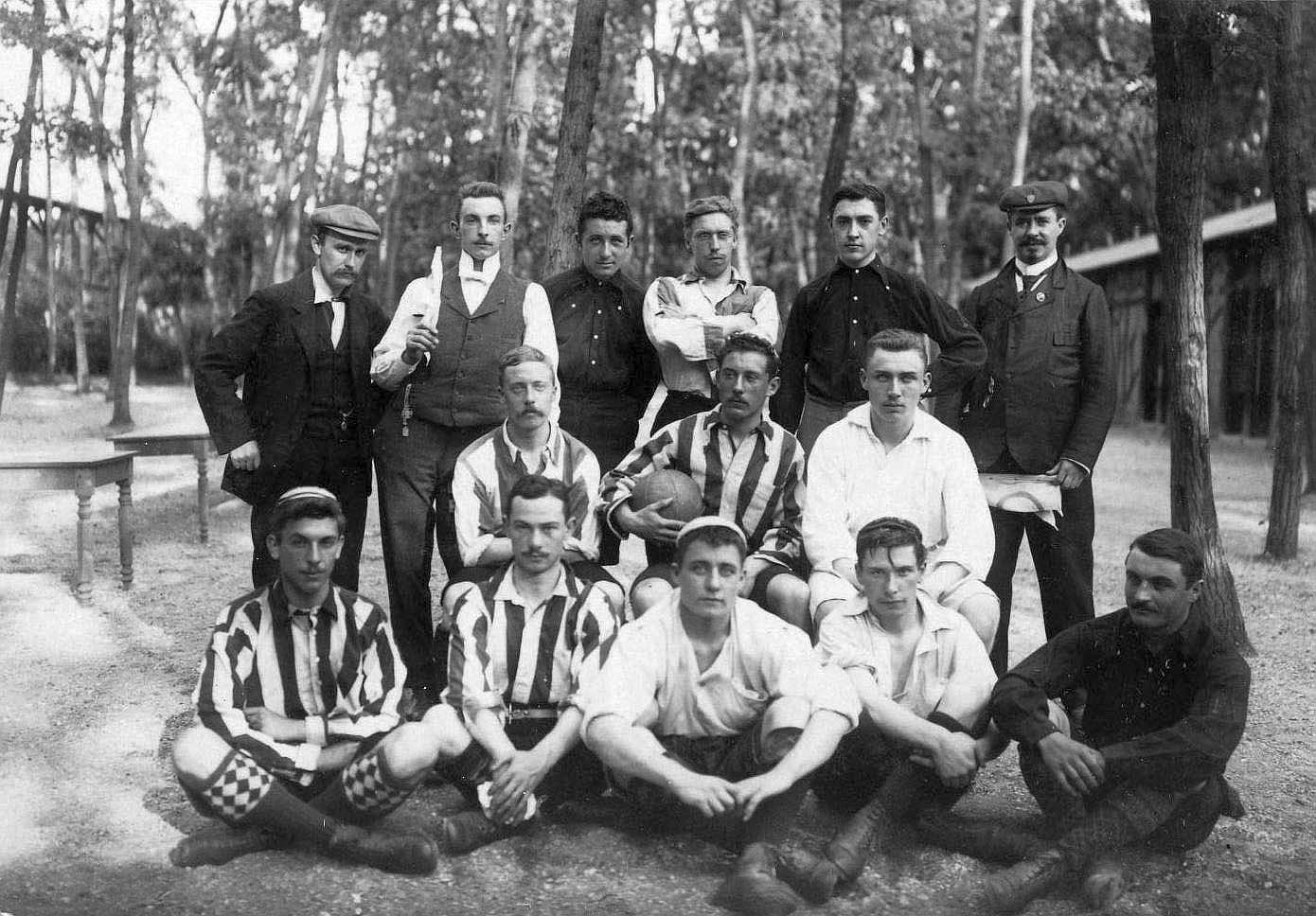
El equipo de fútbol universitario que ganó la medalla de plata en los Juegos Olímpicos de 1900.

En 1900, el equipo de fútbol de la escuela ganó la medalla de bronce en los Juegos Olímpicos de Verano. Después de que el Racing Club de Bruxelles declinara participar, la Federación envió una selección de estudiantes con jugadores de la Universidad. El equipo se reforzó con algunos no estudiantes.
Un desacuerdo sobre una invitación al filósofo anarquista Élisée Reclus para que diera una conferencia en la universidad en 1893 hizo que parte del profesorado liberal y socialista se separara de la Universidad Libre para formar la Nueva Universidad de Bruselas (Université nouvelle de Bruxelles) en 1894. Sin embargo, la institución no logró desplazar a la Universidad Libre y cerró definitivamente en 1919.
La ocupación alemana durante la Primera Guerra Mundial provocó la suspensión de las clases durante cuatro años en 1914-1918. Después de la guerra, la universidad trasladó sus principales actividades a Solbosch, en el suburbio sur de Ixelles, y se creó un campus universitario especialmente construido, financiado por la Fundación Educativa Belga-Americana. Durante la Segunda Guerra Mundial, la Universidad Libre fue cerrada de nuevo por los ocupantes alemanes en noviembre de 1941. Los estudiantes de la universidad participaron en la resistencia belga, creando el Grupo G, que se dedicó al sabotaje.

### División

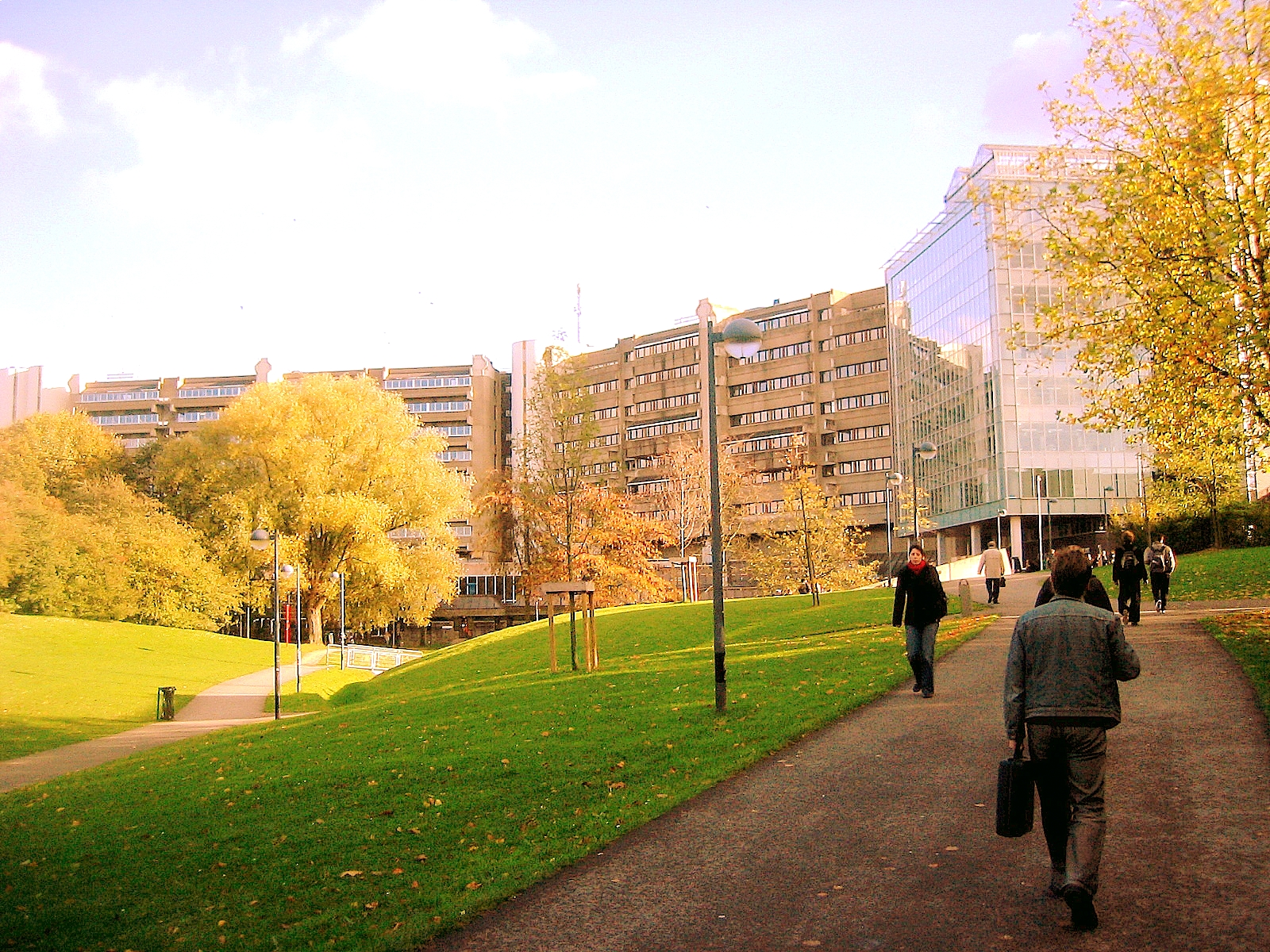
La Vrije Universiteit Brussel, de lengua neerlandesa, se traslada a un nuevo campus como consecuencia de la división.

En Bélgica, el francés ha sido tradicionalmente hablado por las clases acomodadas, así como en el ámbito jurídico y académico. En el siglo XIX, el movimiento flamenco, que buscaba la igualdad del neerlandés, puso en tela de juicio su dominio. Al principio, todas las clases de la Universidad Libre se impartían en francés. A partir de 1935 se impartieron algunos cursos en ambas lenguas, pero hasta 1963 todas las facultades no ofrecieron clases en francés y neerlandés. Las tensiones entre los estudiantes francófonos y neerlandófonos llegaron a su punto álgido en 1968, cuando la Universidad Católica de Lovaina se dividió por motivos lingüísticos, convirtiéndose en la primera de varias instituciones nacionales en hacerlo.
El 1 de octubre de 1969, la Universidad Libre también se dividió en dos instituciones sucesoras: la Universidad Libre de Bruselas (ULB), de habla francesa, y la Universidad Libre de Bruselas (VUB), de habla holandesa. La división se hizo oficial mediante la ley de 28 de mayo de 1970, que creó la ULB y la VUB como entidades jurídicas distintas. La ULB conservó gran parte de la infraestructura universitaria existente, mientras que la VUB inició la construcción de un nuevo campus en las cercanías.

## Profesorado destacado
- Henri La Fontaine (1854-1943): Premio Nobel de la Paz en 1913.
- Jules Bordet (1870-1961): Premio Nobel de Fisiología o Medicina en 1919.